# Santa Margherita di Staffora
Santa Margherita di Staffora é uma comuna italiana da região da Lombardia, província de Pavia, com cerca de 617 habitantes. Estende-se por uma área de 36 km², tendo uma densidade populacional de 17 hab/km². Faz fronteira com Bobbio (PC), Brallo di Pregola, Fabbrica Curone (AL), Menconico, Varzi, Zerba (PC).

## Demografia
| Variação demográfica do município entre 1861 e 2011                               |
|                                                                                   |
| Fonte: Istituto Nazionale di Statistica (ISTAT) - Elaboração gráfica da Wikipedia |